# 华南农业大学珠江学院
华南农业大学珠江学院（英語：Zhujiang College Of South China Agricultural University）简称华农珠江，是中国广东省的一所独立学院，主管部门为广东省教育厅。学校位于广东省广州市从化区街口街道广从北路72号，全院占地面积近1000亩，与华南农业大学分开独立招生。

## 历史
2006年4月12日，经教育部批准，学校正式成立，举办者为华南农业大学和广州市华鹰文化传播有限公司、佛山机电安装集团有限公司，性质为独立学院；同年5月12日正式挂牌。
2011年，经广东省学位委员会批准，获得学士学位授予权。
2024年2月，经教育部批准，举办者变更为华南农业大学、广州市华鹰文化传播有限公司。

## 院系设置
截止2022年12月，设有5个二级学院：
- 商学院
- 设计学院
- 传媒学院
- 信息工程学院
- 人文学院
- 基础课教学部
- 马克思主义学院
- 国际教育学院
- 继续教育学院
- 乡村振兴学院

## 证书文凭
本校本科学生学业期满，且科目成绩合格者，由学院颁发教育部统一印制的印有“华南农业大学珠江学院”字样的普通高等学校本科毕业证书以及“华南农业大学珠江学院”学士学位证书。

非华南农业大学毕业证书及学位证书。